# Dagmar Kolésarová
Dagmar Kolesárová es una modelo y reina de belleza titular de Miss Universo 2011 por la República Eslovaca coronada Miss Universe Slovenskej Republiky 2011

## Biografía
Nacida en  Revúca, Kolesárová está llevando a cabo  una licenciatura en la Facultad de Tecnología Química y de Alimentos, Universidad de Tecnología de Eslovaquia en Bratislava.

## Miss

### Miss Universe Slovenskej Republiky 2011
Kolesárová, que mide 1,78  m (5 pies 10 pulgadas) de altura, compitió como uno de los 13 finalistas en el concurso de su país de belleza nacional, Miss Universo  Slovenskej Republiky, transmitido en vivo el 5 de marzo de 2011 de Bratislava, donde obtuvo el premio de Miss Diva y se convirtió en el ganador del título, ganando el derecho de representar a la República Eslovaca en el  miss Universo 2011.

### Miss Universo 2011
Como la  representante oficial de su país para el concurso de Miss Universo 2011, transmitido en vivo desde São Paulo, Brasil el 12 de septiembre de 2011, Kolesárová competirán para suceder al titular actual Miss Universo,  Ximena Navarrete de México